# Mancy
Mancy je francouzská obec v departementu Marne v regionu Grand Est. V roce 2013 zde žilo 268 obyvatel.

## Poloha
Sousední obce jsou: Cuis, Grauves, Monthelon, Morangis a Moslins.

## Vývoj počtu obyvatel
Počet obyvatel